# تیم ملی بسکتبال مالزی
تیم ملی بسکتبال مالزی نماینده مالزی در مسابقات بین‌المللی بسکتبال است. این تیم بالاترین سطح بسکتبال در کشور مالزی نیز هست. این تیم از سال ۱۹۵۷ به فیبا پیوست.